# Bridlington

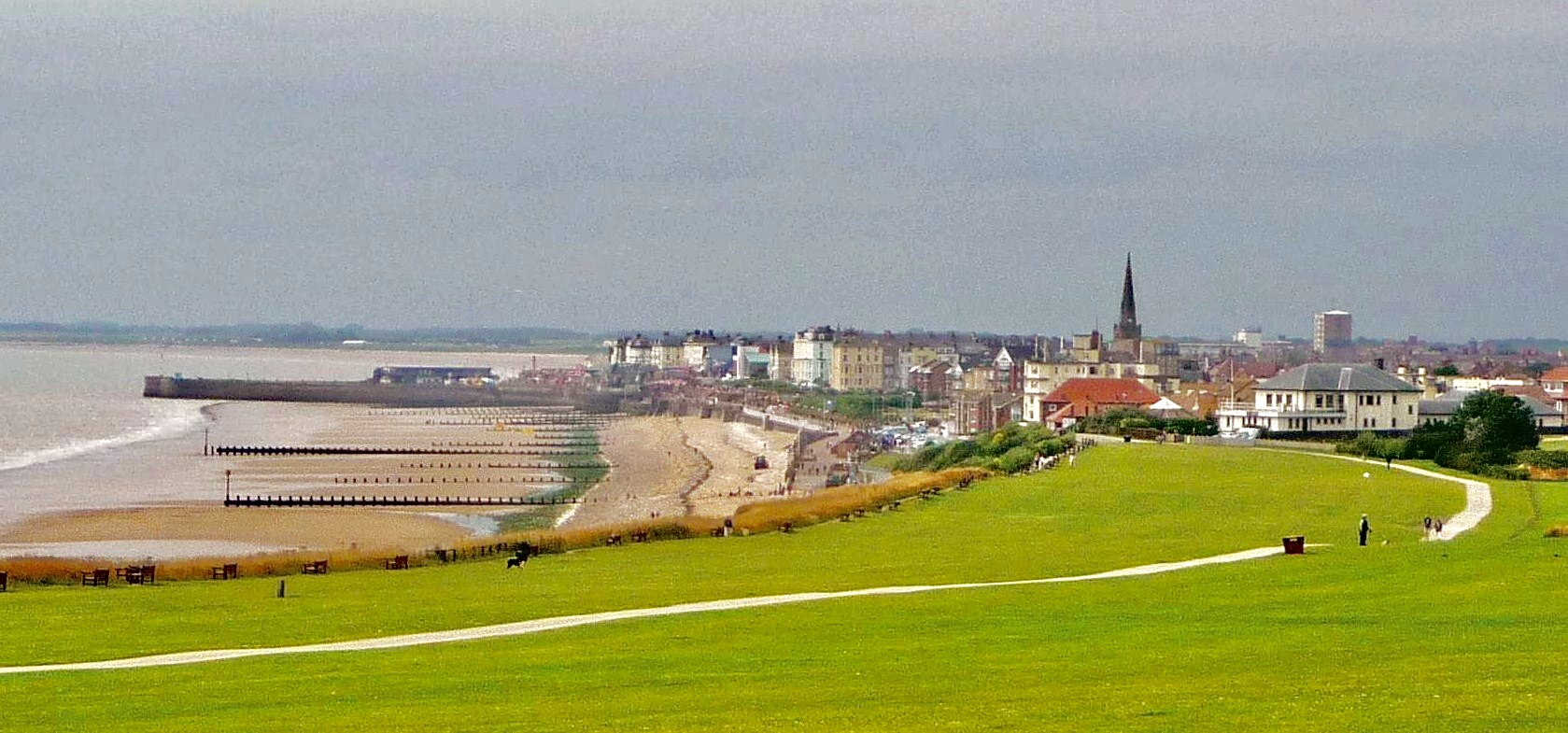
Bridlington

Bridlington ist eine Mittelstadt mit etwa 35.000 Einwohnern in der englischen Unitary Authority East Riding of Yorkshire. Bridlington ist Sitz einer von zwölf bemannten Wetterstationen auf den Britischen Inseln zur Messung und Vorhersage des Seewetters.

## Geographie
Bridlington ist ein Seebad etwa 65 km (Fahrtstrecke) östlich von York und südlich der Landzunge Flamborough Head mit einem kleineren Hafen an der Nordseeküste.
Geologisch gesehen gehört Bridlington zur Holderness-Küste, welche eine der höchsten Erosionsraten in Europa hat. Nördlich von Bridlington steigt die Küste zu einem steilen Kliff empor und ist im Süden flach und leicht wellig. Es existieren Deiche sowie mit hölzernen Buhnen gesäumte breite Strände.
Das Stadtgebiet von Bridlington umfasst die Kernstadt sowie die Stadtteile Bessingby und Sewerby. Die Kernstadt ist in zwei Teile aufgeteilt:
- Die Altstadt (Old Town), einst Burlington genannt, befindet sich gut 1 km vom Meer entfernt. Hier befindet sich der historische Marktplatz sowie die Münsterkirche St Mary.
- Bridlington Quay besteht aus dem Touristenviertel und dem Hafengebiet. Der Hafen wird von zwei steinernen Piers umrandet. Nach langwierigen Planungen wurde am Meer ein Riesenrad erbaut, welches dem London Eye in London nachempfunden ist.[2]

## Geschichte

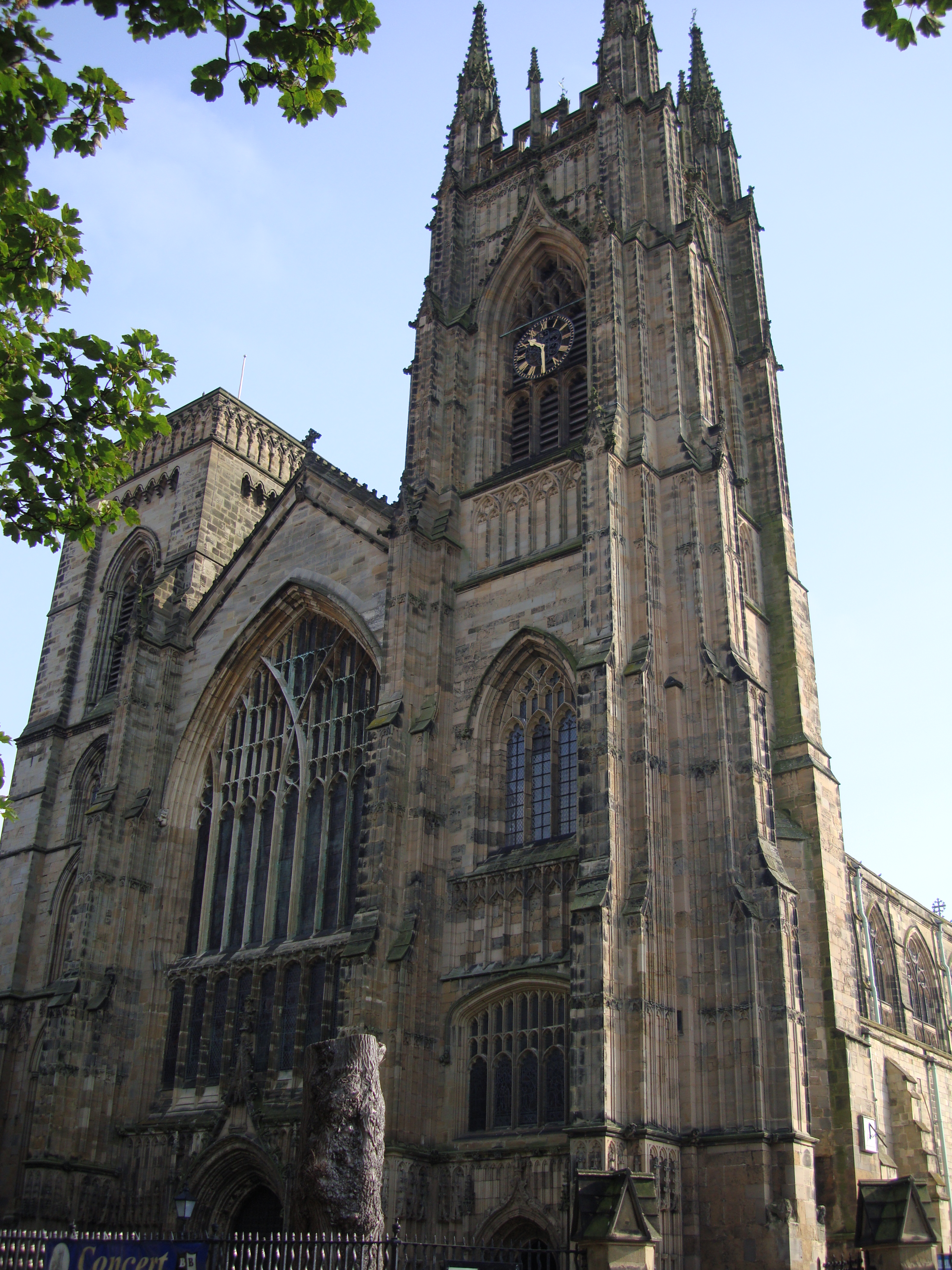
Bridlington Priory

Die Ursprünge der Besiedlung um Bridlington sind unbekannt, jedoch werden sie bereits in der Antike vermutet. Der nahegelegene Dane's Dyke ist ein 4 km langer, aus der Bronzezeit stammender künstlicher Deich. Es wird vermutet, dass hier bereits zu Zeiten der römischen Besatzung ein Ort von größerer Bedeutung existierte. Es wurden Spuren einer Römerstraße sowie römische Münzen im Stadtgebiet entdeckt.
Die erste urkundliche Erwähnung der Stadt erfolgte im Domesday Book. Bretlinton war ursprünglich der Sitz eines von einem Grafen regierten Distrikts namens Huntow, wurde später jedoch von Wilhelm dem Eroberer eingenommen. Während der Zeit, als der Feldzug der Normannen (genannt The Harrying of the North) erfolgte, sanken die Bodenpreise von £32 zur Zeit Eduard des Bekenners danach bis auf nur noch 8 Schilling.
Das Land wurde im Jahre 1027 dem Neffen des Königs, Gilbert de Gant, übergeben. Dessen ältester Sohn, Walter de Gant, gründete 1133 ein Kloster, Bridlington Priory, welches von Heinrich I. eingeweiht wurde. Verschiedene nachfolgende Könige erweiterten die Rechte des Klosters im Laufe der Zeit. König Stephan bescheinigte ihm das Recht zum Besitz eines Hafens; Johann Ohneland erlaubte 1200 den Betrieb eines Wochenmarktes sowie einer jährlichen Messe, und Heinrich VI. erlaubte den Betrieb dreier Messen an Mariä Geburt und setzte 1446 John of Bridlington als Prior des Klosters ab. Im Jahre 1415 besuchte Heinrich V. das Kloster, um für seinen Sieg bei der Schlacht von Agincourt zu danken. Während dieser Zeit wuchs die Besiedlung um das Kloster herum zusehends.
Nach der Auflösung der englischen Klöster schenkte Karl I. den Klosterbesitz Sir John Ramsey, welcher kurz zuvor das Amt des Grafen von Holderness eingeführt hatte. Im Mai 1636 verkaufte Ramsey das sogenannte Manor of Bridlington urkundlich an 13 seiner Bewohner und erhob sie auf einen grafenähnlichen Status.
Im Jahr 1643 ging Henrietta Maria von Frankreich bei Bridlington an Land, um die Royalisten im Englischen Bürgerkrieg zu unterstützen und um sich später in York niederzulassen.
In der frühen Zeit der Stadt entstand ein kleiner Fischerhafen, später bekannt als Bridlington Quay. Nach der Entdeckung eisenhaltiger Quellen entwickelte sich das Hafenviertel zu einem Strandbad. Das erste Hotel der Stadt wurde 1805 eröffnet und wurde vor allem von Industriearbeitern aus West Riding of Yorkshire besucht. Der Bahnhof wurde zwischen der Altstadt und dem Hafenviertel am 6. Oktober 1846 eröffnet. Die Lage des Bahnhofes sorgte bald für einen baulichen Zusammenschluss der beiden Stadtteile. Mit der wachsenden Popularität ausländischer Reiseziele sanken auch die Besucherzahlen Bridlingtons. In seiner Blütezeit war das Strandbad eines der führenden britischen Reiseziele mit einem landesweit bekannten Tanzpalast sowie vielen in der Stadt auftretenden Entertainern.

## Politik

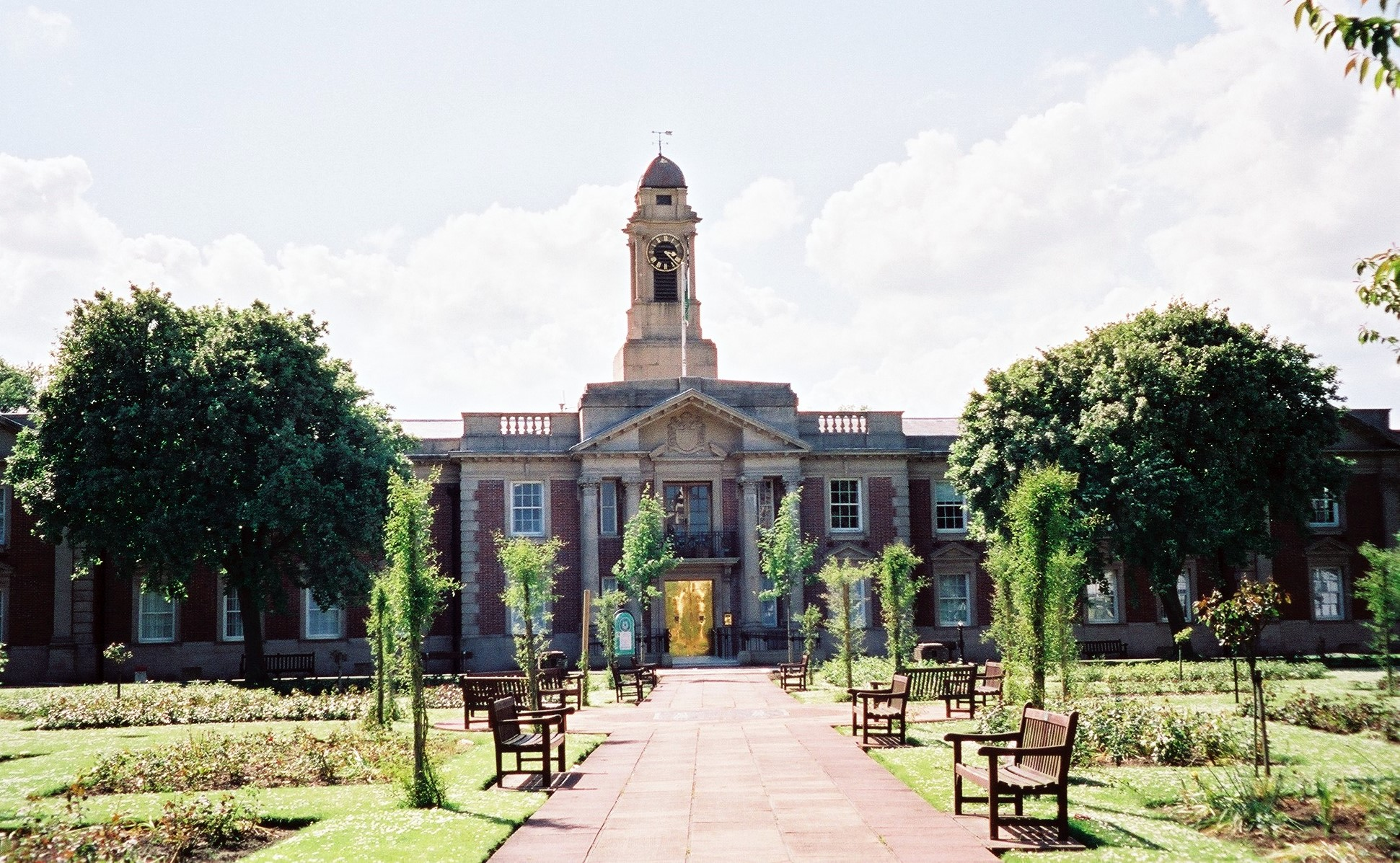
Rathaus Bridlington

Bridlington befindet sich seit 1997 im Wahlkreis East Yorkshire, dessen Abgeordneter im Britischen Parlament Greg Knight von den Conservatives ist. Von 1950 bis 1997 existierte ein Wahlkreis Bridlington, der außer der Stadt selbst auch einen erheblichen Teil des Umlandes umfasste. Zu den Abgeordneten der Vergangenheit gehörte unter anderem Richard Wood, der Sohn des früheren britischen Außenministers Edward Wood. Vor 1950 gehörte Bridlington zum Wahlkreis Buckrose.
Bridlington wurde 1899 zu einem Municipal Borough erhoben. 1974 wurde der Borough in die neu gegründete Grafschaft Humberside eingegliedert, was jedoch aufgrund der Ausgliederung aus Yorkshire zu großem Unmut in der Bevölkerung führte. Bridlington wurde zum Verwaltungssitz des Distrikts North Wolds; später setzten die Loyalisten den Namen East Yorkshire durch. Der Distrikt verschwand in den 1990ern, als auch die Grafschaft Humberside aufgelöst wurde. Nördlich des Humber trat 1996 an ihrer Stelle die neue Unitary Authority East Riding of Yorkshire, deren Hauptstadt Beverley wurde. Seitdem besitzt Bridlington keine dem Stadtrat übergeordnete administrative Funktion mehr. War Bridlington früher eine Hochburg der Labour-Partei, so konnten sich zuletzt immer mehr die Conservatives durchsetzen.

### Städtepartnerschaften
Die Stadt unterhält Städtepartnerschaften mit
- Bad Salzuflen, Deutschland
- Millau, Frankreich

## Kultur und Sehenswürdigkeiten
- Bridlington Priory
- Sewerby Hall[8]
- Bempton Cliffs[9]

## Wirtschaft und Infrastruktur

### Verkehr
Die Stadt befindet sich an der Yorkshire Coast Line, einer Bahnlinie, die sich von Kingston upon Hull nordwärts bis nach Scarborough erstreckt. Auf ihr verkehren derzeit Züge von Northern Rail. Der Bahnhof der Stadt ging am 6. Oktober 1846 ursprünglich als Endpunkt der Strecke von Kingston upon Hull in Betrieb, der nördliche Abschnitt nach Scarborough wurde ein Jahr später eröffnet.
Bridlington ist Ausgangspunkt der A614 nach Nottingham. Außerdem verläuft die A165 in Küstennähe von Scarborough über Bridlington nach Kingston upon Hull. Anschluss an das Autobahnnetz besteht 60 km südwestlich bei Howden.

### Medien
Die Tageszeitung Bridlingtons ist die Bridlington Free Press. Der Radiosender Yorkshire Coast Radio sendet aus Bridlington.

### Bildung

#### Grundschulen

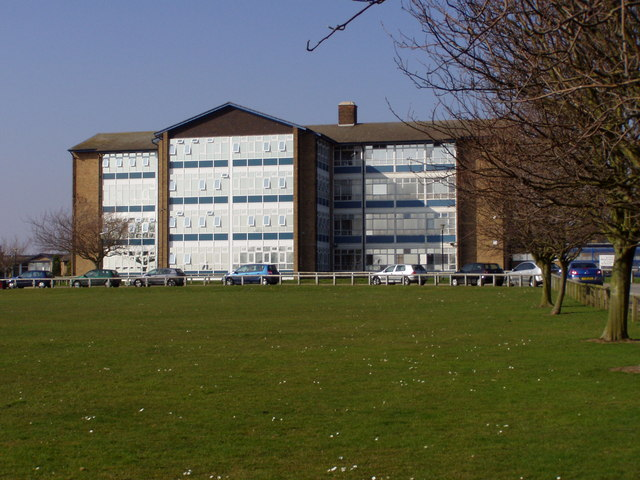
Headlands School

| - Bay Primary School - Burlington Infant School - Burlington Junior School - Hilderthorpe Infants School - Hilderthorpe Junior School | - Martongate Primary School - New Pasture Lane Primary School - Quay Primary School - St Mary’s RC Primary School |

#### Weiterführende Schulen
- Bridlington School
- Headlands School and Community Science College

#### Hochschulen
- East Riding College

## Persönlichkeiten

### Söhne und Töchter der Stadt
- John of Bridlington (1320–1379), Prior und Heiliger
- William Kent (1685–1748), führender Architekt, Gartengestalter und Innenarchitekt des 18. Jahrhunderts
- David Henry French (1933–2017), Archäologe und Epigraphiker
- Chris Pyne (1939–1995), Jazzmusiker
- Mick Pyne (1940–1995), Jazzmusiker
- Andrew Dismore (* 1954), Politiker
- Mark Herman (* 1954), Filmregisseur
- Angela Eagle (* 1961), Politikerin
- Craig Short (* 1968), ehemaliger Fußballspieler und heute Manager
- Richard Cresswell (* 1977), Fußballspieler
- Adam Khan (* 1985), Rennfahrer
- Rosie Jones (* 1990), Komikerin und Schauspielerin
- Charlie Heaton (* 1994), Schauspieler